# Arenaria edulis
Arenaria edulis är en nejlikväxtart som beskrevs av S. Wats. Arenaria edulis ingår i släktet narvar, och familjen nejlikväxter. Inga underarter finns listade i Catalogue of Life.